# Нур-Али
Нур-Али (Муралей, тат. Nurğali, Нургали; ум. после 1551) — казанский беклербек правительства Шах-Али хана (с 1551), сын Булата Ширина.
В сентябре 1551 г. возглавлял казанское посольство в Москву для возобновления дипломатических переговоров с целью получить согласие на приезд в Москву посольства.
В результате Третьего «Казанского похода» Ивана IV (апрель-июль 1551 г.) была захвачена Казань и принято решение о разделе Казанского ханства. Дипломаты Казанского ханства передали принятие окончательного решения о разделе «собранию всей земли» (Курултаю), которое должно было быть созвано у устья р. Казанки. Нур-Али входил в состав Курултая, созванного 14 августа 1551 года на р. Казанке — в 7 км от Казани. Решение о передаче земли было принято, горная сторона ханства отошла к Московскому государству.
Дальнейшая судьба Нур-Али неизвестна.